# Hermann Schwenn
Hermann Friedrich Arnold Schwenn (* 19. Februar 1912 in Ratekau; † 13. März 1995) war ein deutscher Jurist und Hochschullehrer.

## Leben
Schwenn besuchte das Johanneum zu Lübeck und studierte anschließend an den Universitäten Grenoble, München, Berlin und Rostock, wo er 1936 über Wandelung und Minderung als Gestaltungsrechte zum Dr. jur. promovierte. Die große juristische Staatsprüfung legte er 1938 in Berlin ab.
1951 wurde er auf eine ordentliche Professur für Bürgerliches Recht, Arbeitsrecht und Zivilprozess an der Fakultät für Wirtschaftswissenschaften der Technischen Universität Berlin berufen, nachdem er seit 1949 als Privatdozent an der Universität Hamburg gelehrt hatte. Zudem war er Direktor des Berliner Instituts für Wirtschaftswissenschaften.
Bis zu seiner Emeritierung im Jahr 1977 lehrte und forschte Schwenn auf den Gebieten des bürgerlichen Rechts, internationalen Rechts und der Rechtsvergleichung.

## Schriften (Auswahl)
- Wandlung und Minderung als Gestaltungsrechte (= Rostocker Abhandlungen: Rechtswissenschaftliche Reihe. Heft 25). Hinstorff, Rostock 1936 (Zugleich: Dissertation, Universität Rostock, 1936).
- Die Rechtstellung der sog. verschleppten Personen und Flüchtlinge nach dem Gesetz Nr. 23 des Rates der Alliierten Hohen Kommission im internationalen Privatrecht und im Verfahren. In: Süddeutsche Juristen-Zeitung. Band 5, Nr. 9, September 1950, S. 651–658, JSTOR:20801540.
- Die Gefahrtragung beim Rücktritt. In: Archiv für die civilistische Praxis. Band 152, Nr. 2, 1952, S. 138–153, JSTOR:40993329.
- mit Jacques Martin De la Moutte: Legitimation. In: Gesellschaft für Rechtsvergleichung (Hrsg.): Das internationale Familienrecht Deutschlands und Frankreichs in vergleichender Darstellung. Mohr (Siebeck), Tübingen 1955.
- Die internationale Anerkennung von Ehescheidungen. In: Juristenzeitung. Band 10, Nr. 18, September 1955, S. 565–571, JSTOR:20804031.